# 150e anniversaire du Canada
 (juin 2021).

Logo du du Canada.

Le 150e anniversaire du Canada célèbre en 2017 le sesquicentenaire de la création de la Confédération canadienne et, par le même fait, des États fédérés du Québec, de l'Ontario, de la Nouvelle-Écosse et du Nouveau-Brunswick.

## Événements

### Avant 2017
Les commémorations débutent officieusement en 2012 avec le bicentenaire de la guerre anglo-américaine de 1812 et le jubilé de diamant d'Élisabeth II. Dans les années précédant le sesquicentenaire, le gouvernement du Canada diffuse des publicités sur différents thèmes historiques.
Un projet de traversée du Canada par la voiture Lynnewood est annulé faute de financement.

### En 2017
Plusieurs commémorations coïncident avec cet anniversaire, notamment le 375e anniversaire de Montréal, le 50e anniversaire des Jeux du Canada, le 100e anniversaire de la Ligue nationale de hockey et la 105e Coupe Grey. Parmi les personnalités invitées, on retrouve entre autres le pape François et la famille royale canadienne.